# Ahmad Joudeh
Ahmad Joudeh (Yarmouk Camp, 4 aprile 1990) è un ballerino e coreografo siriano naturalizzato olandese, trasferitosi nei Paesi Bassi con l'aiuto della Dutch National Ballet Company. Attualmente è attivo come artista internazionale.

## Biografia
Nato nel 1990 da madre siriana e padre palestinese, Joudeh è cresciuto a Yarmouk, un campo profughi palestinese di Damasco. Nonostante suo padre non approvasse il suo interesse per la danza, Joudeh continuò a studiare danza a Damasco.
Dal 2007 al 2016, ha vissuto a Damasco, studiando danza ed insegnandola gratuitamente a bambini orfani e disabili. Sua madre vive ancora in Siria, mentre suo padre è in un centro per richiedenti asilo a Berlino, in Germania: è in questo campo che padre e figlio si sono recentemente riconciliati dopo un allontanamento di undici anni.

## Danza
Nel 2014 è stato un partecipante nella versione araba del reality show So You Think You Can Dance. Egli arrivò in semifinale, ma, essendo un palestinese senza un'identità nazionale, gli venne detto che non avrebbe potuto vincere. Nonostante ciò, le sue apparizioni lo resero noto al produttore cinematografico olandese Roozbeh Kaboly, il quale ha prodotto un documentario su Joudeh per la televisione olandese.
Joudeh ha anche prodotto alcuni brevi video su YouTube che lo rappresentato mentre danza in Siria.

## Documentari olandesi
Nel 2016, Roozbeh Kaboly, del canale televisivo olandese di notizie Nieuwsuur, creò un documentario di quindici minuti su Ahmad, intitolandolo Dance or Die (Danza o Muori). Viene raffigurato mentre danza sulle rovine del campo in cui è cresciuto, visitando, insieme alla madre, la vecchia casa di famiglia a Palmira (nel frattempo distrutta) e l'antico teatro romano di Palmira. Joudeh portò, inoltre, i produttori nella sua sala da ballo a Damasco, dove alcuni giovani studenti parlano delle loro vite e di ciò che significa la danza per loro.
Un secondo film su Joudeh, Dance for Peace, che include il suo incontro e la sua riconciliazione con suo padre in un campo profughi a Berlino, è stato recentemente trasmesso sulla televisione olandese sul programma Nieuwsuur. Esso rappresenta la sua vita una volta trasferitosi nei Paesi Bassi e di quando ha iniziato a danzare con la Dutch National Ballet Company.

## Vita nei Paesi Bassi
Dopo la trasmissione dei documentari, Joudeh ricevette l'invito a ballare da vari Paesi, tra cui gli Stati Uniti, la Svizzera ed il Belgio. Egli decise di andare nei Paesi Bassi grazie all'invito di Ted Brandsen, direttore artistico della Dutch National Ballet Company. Brandsen, inoltre, iniziò una raccolta fondi intitolata Dance for Peace per supportare Joudeh.